# Kleť

Pohled z rozhledny.

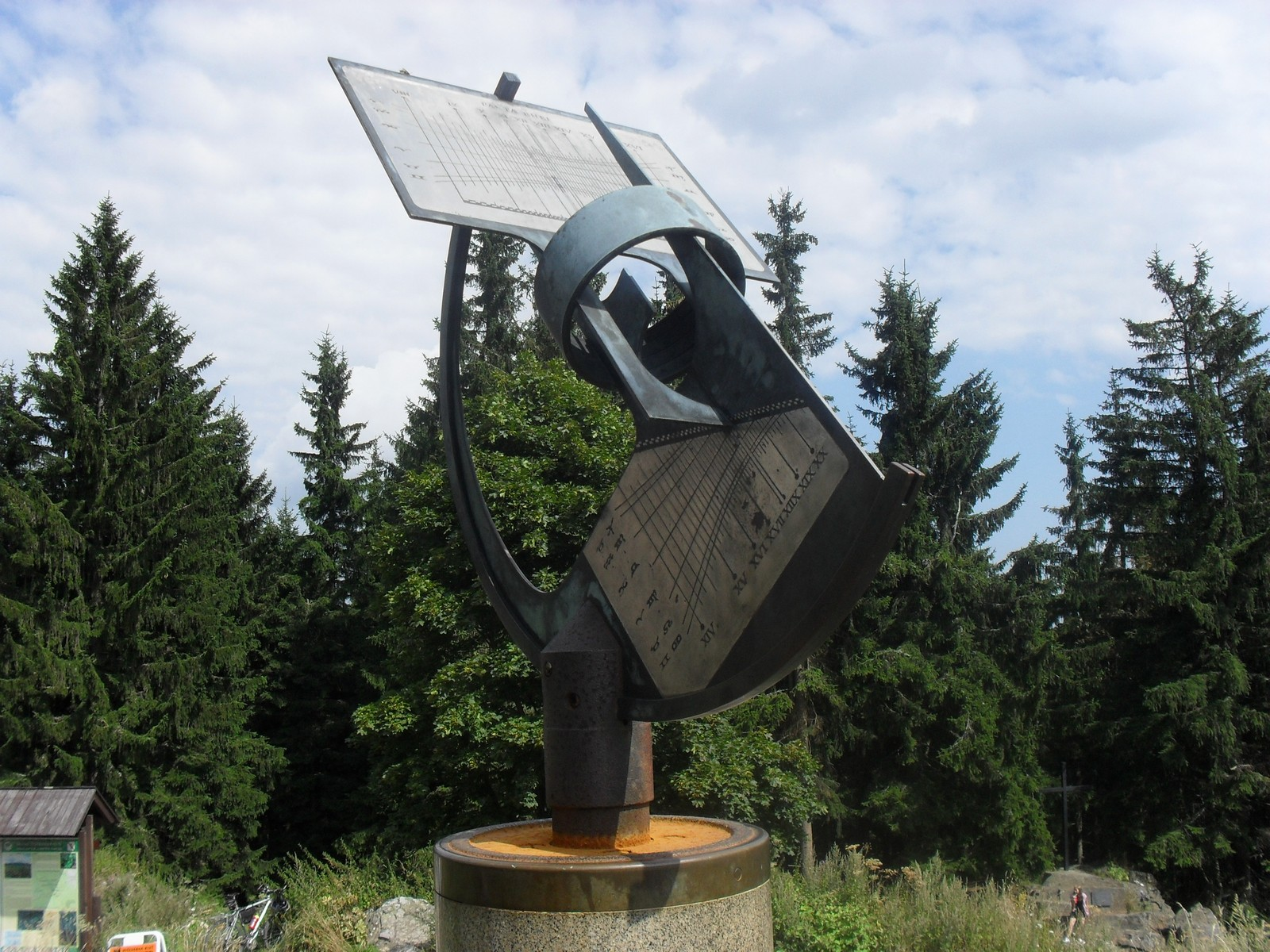
Sluneční hodiny na Kleti jsou kvůli vzrostlým stromům v okolí ve stínu

Kleť (německy Schöninger) je s nadmořskou výškou 1087 m, nejvyšší hora Blanského lesa, který je součástí Šumavského podhůří. Leží 6 km severozápadně od Českého Krumlova a 18 km na jihozápad od Českých Budějovic.
Na jejím vrcholu stojí nejstarší kamenná rozhledna v Čechách – Josefova věž, a roubená horská chata s restaurací chráněná jako kulturní památka – Tereziina chata.

## Název
Hora Kleť nese jedno z vůbec nejstarších zaznamenaných pojmenování hor v Čechách. První písemná zmínka o jejím jménu pochází z roku 1263, kdy je uváděna jako mons Nakletti, další záznam z roku 1318 ji zmiňuje jako mons Naclati. Z těchto dokladů se usuzuje na původ jména ze staročeského slova klětЬ ve významu bouda, komůrka, sklep zřejmě podle nějaké skalní skrýše a nebo ze staročeského slova klatЬ ve významu hrot, špice. Německý název Schöninger vznikl překladem z pojmenování Krasletínská hora (po blízké vsi Krasetín – dříve Krasletín), neboť verschönen znamená krášlit (krasliti).

## Vegetace

### Přírodní rezervace
Na severozápadním úbočí hory se nachází přírodní rezervace Kleť, kde jsou chráněny přirozené bučiny s jedlí bělokorou a suťové lesy vyšších poloh. Tato rezervace si zachovala původní bukový les-prales, takový jaký se v podhorských polohách vyskytoval na mnoha místech střední Evropy, ale na většině míst byl nahrazen např. smrkovými porosty. Některé rostliny a mravenci jsou glaciálním reliktem a jinde než v Blanském lese se u nás nevyskytuji. V rezervaci se nacházejí i geologické zajímavosti. Na jihozápadním svahu hory se rozkládá jedna z nejvýznamnějších mravenčích superkolonií v Evropě.

## Stavby na vrcholu

### Rozhledna Josefova věž
Na vrcholu hory byla v letech 1822–1825 vystavěna knížetem a vévodou krumlovským Josefem II. ze Schwarzenbergu, vůbec první kamenná rozhledna v Čechách. Kníže tímto krokem cílil na rozvoj místní turistiky, neboť byl sám vášnivým milovníkem cestování a turismu. Rozhledna, která byla pojmenována na počest svého stavitele – Josefova věž, nabízí za příznivého počasí rozhled až k Alpám, na Lipno, či elektrárnu Temelín. Je vysoká 20 metrů a na její vrchol vede 110 schodů.

### Tereziina chata
U Josefovy věže stojí roubená horská restaurace Tereziina chata s ubytovacím zařízením, vybudovaná v roce 1925. Tereziina chata, pojmenována podle své patronky – manželky jihočeského mecenáše Jana Nepomuka II. ze Schwarzenbergu, bývá hlavním cílem místní turistiky.
V blízkosti chaty a rozhledy se nacházejí i nejvýše položené sluneční hodiny v Čechách. Na vrcholu nelze přehlédnout televizní vysílač pro jižní Čechy vysoký 175 metrů, který byl postaven roku 1978.

### Hvězdárna
Kousek pod vrcholem stojí hvězdárna, která náleží ke světové špičce v oblasti zkoumání planetek. Na její počest je nazvána planetka (2199) Kleť. Byla postavena v letech 1957–1958.

## Cesty na vrchol a dolů
Na vrchol Kleti lze vystoupat pěšky, vyjet na kole či se nechat vyvézt lanovkou.

### Pěší výstupy
Turistické stezky vedou na Kleť ze všech světových stran; kromě západního směru jsou napojeny na železniční trať, která Kleť obtáčí:
- od jihu vedou stezky z Českého Krumlova přes přejezd u železniční stanice (modře značená a zeleně značená),
- od západu červeně značená stezka z Chvalšin a modře značená stezka z Rohů,
- od severu žlutě značená stezka z Křemže (vlak) a zeleně značená stezka z Holubova (vlak),
- od východu žlutě značená stezka z Plešovic (vlak) a červeně značená stezka ze Zlaté Koruny (vlak).

### Na kole
Pro cyklisty vede na Kleť odbočka z cyklotrasy č. 1166. Tato odbočka je jedinou asfaltovou přístupovou trasou na vrchol. Od jihu z Českého Krumlova lze vyjet na vrchol zhruba po následující v tabulce uvedené trase s téměř 5% průměrným stoupáním. Závěrečný úsek výše uvedená odbočka z cyklotrasy 1166: Plánský – Kleť je nejnáročnější partií cyklovýjezdu s nejvyšším stoupáním 6 %.
| Bod trasy          | Kilometr | Nadm. výška (m) | Průměrný sklon |
| ------------------ | -------- | --------------- | -------------- |
| Č. Krumlov (zámek) | 0.00     | 490             | x %            |
| Třída Míru         | 0.50     | 530             | 8.51 %         |
| Nový Dvůr          | 2.70     | 650             | 5.38 %         |
| U Granátníku       | 4.60     | 710             | 3.16 %         |
| U Modrého obrazu   | 6.20     | 800             | 5.63 %         |
| Plánský            | 9.00     | 900             | 3.57 %         |
| U Vodárny          | 10.50    | 1015            | 7.67 %         |
| Kleť               | 12.00    | 1084            | 4.60 %         |

### Lanovka

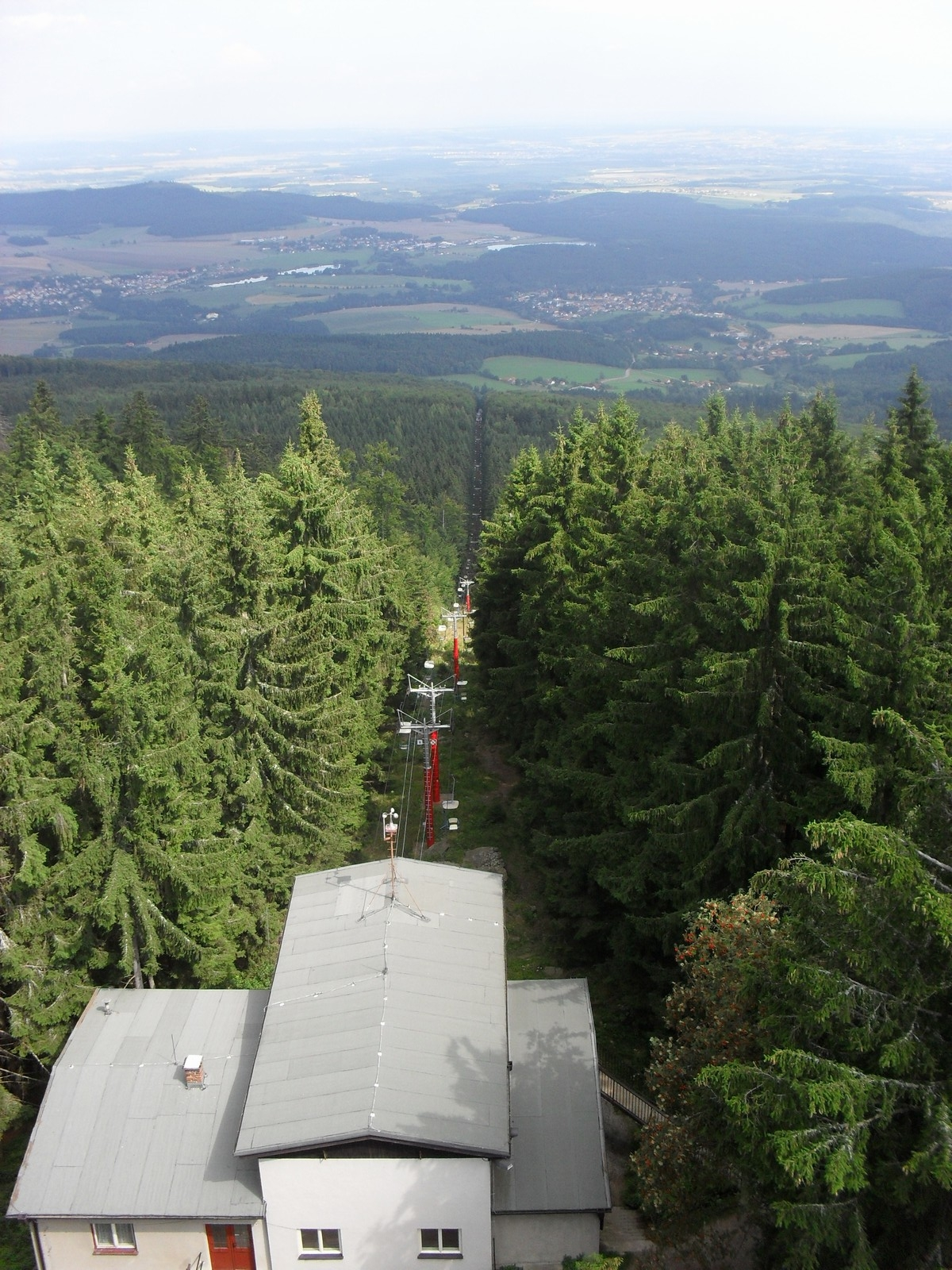
Lanová dráha na vrchol

Na svahu hory se nachází sjezdovka a lyžařský vlek. Z Krasetína na severovýchodním úbočí vede na vrchol sedačková lanová dráha, dlouhá 1 792 m a překonávající během 15 minut převýšení 383 m.

### Koloběžkou z Kleti dolů
Na vrcholu Kleti je půjčovna koloběžek.

## Místní tradice
V okolí Českého Krumlova se pěší výstupy na Kleť těší velké oblibě. Počet výstupů se oficiálně eviduje od roku 2000. Jedním z iniciátorů této aktivity byl krumlovský ultramaratónec Zdeněk Přívratský, jehož nápadem bylo zavedení tzv. Knihy výstupů, do níž se výstupy zaznamenávají a která byla po rekonstrukci Tereziiny chaty umístěna v místní restauraci. V roce 2007 Přívratský s kamarády a příznivci výstupů založil Svobodnou společnost Kokosi na Kleti a v témže roce byl zaregistrován Klub přátel hory Kleť – obě sdružení dlouhodobě evidují výstupy na Kleť během kalendářního roku.
V Tereziině chatě lze své aktivity zaznamenávat v tzv. Knize výstupů. Na konci roku je pak vyhlášen Král a Královna s nejvyšším počtem výstupů za celý rok. Do počtu výstupů za rok se započítávají také výstupy dosažené v průběhu akcí Himálajský tygr a Himálajský medvěd. Himálajský tygr se koná vždy 1. května a úkolem je během devíti hodin, co nejvíc krát vystoupit z parkoviště pod lanovkou na vrchol Kleti (převýšení 419 m). Historie akce sahá do osmdesátých let 20. století. Martin Tomka, další ze zakladatelů Kokosů na Kleti a Klubu přátel hory Kleť, ji obnovil v roce 2002. O dva roky později zavedl Martin Tomka i zimní obdobu nazvanou Himálajský medvěd, při které mají účastníci časový limit šest hodin.
Od roku 2004 do roku 2017 byl nepřetržitým Králem na Kleti Roman Hommer, který měl na konci roku 2017 na svém kontě celkem 5111 evidovaných výstupů. V roce 2004, kdy se započítávalo více výstupů v kterýkoliv den v roce, si Hommer připsal 420 výstupů za rok. V dalších letech již to nebylo možné a Hommerův rekord podle stávajících pravidel byl 392 výstupů. V roce 2018 vytvořil nový rekord Václav Bauer z Chlumu u Křemže, který dosáhl 395 výstupů za rok, z toho čtrnáctkrát vyběhl na Kleť při jarním Himálajském tygru a desetkrát při zimním Himálajském medvědu (obojí znamenalo překonání dosavadních rekordů o jeden výběh navíc).

## Vedlejší vrcholy
Asi 500 m jihovýchodně od hlavního vrcholu se nachází vedlejší vrchol Malá Kleť (1043 m, souřadnice 48°51′39″ s. š., 14°17′18″ v. d.). Jde o zalesněnou vyvýšeninu s balvany a vrcholovou skalkou nedaleko rozcestí Pod hvězdárnou, kde se spojují červená a žlutá značka.
Asi 250 m jihovýchodně od vrcholu Malá Kleť (a asi 700 m od jihovýchodně od Kleti) se nachází ještě další nevýrazný vedlejší vrchol nazvaný autory projektu Tisícovky Čech, Moravy a Slezska jako Malá Kleť JV (1028 m, souřadnice 48°51′38″ s. š., 14°17′25″ v. d.).

## Fotogalerie

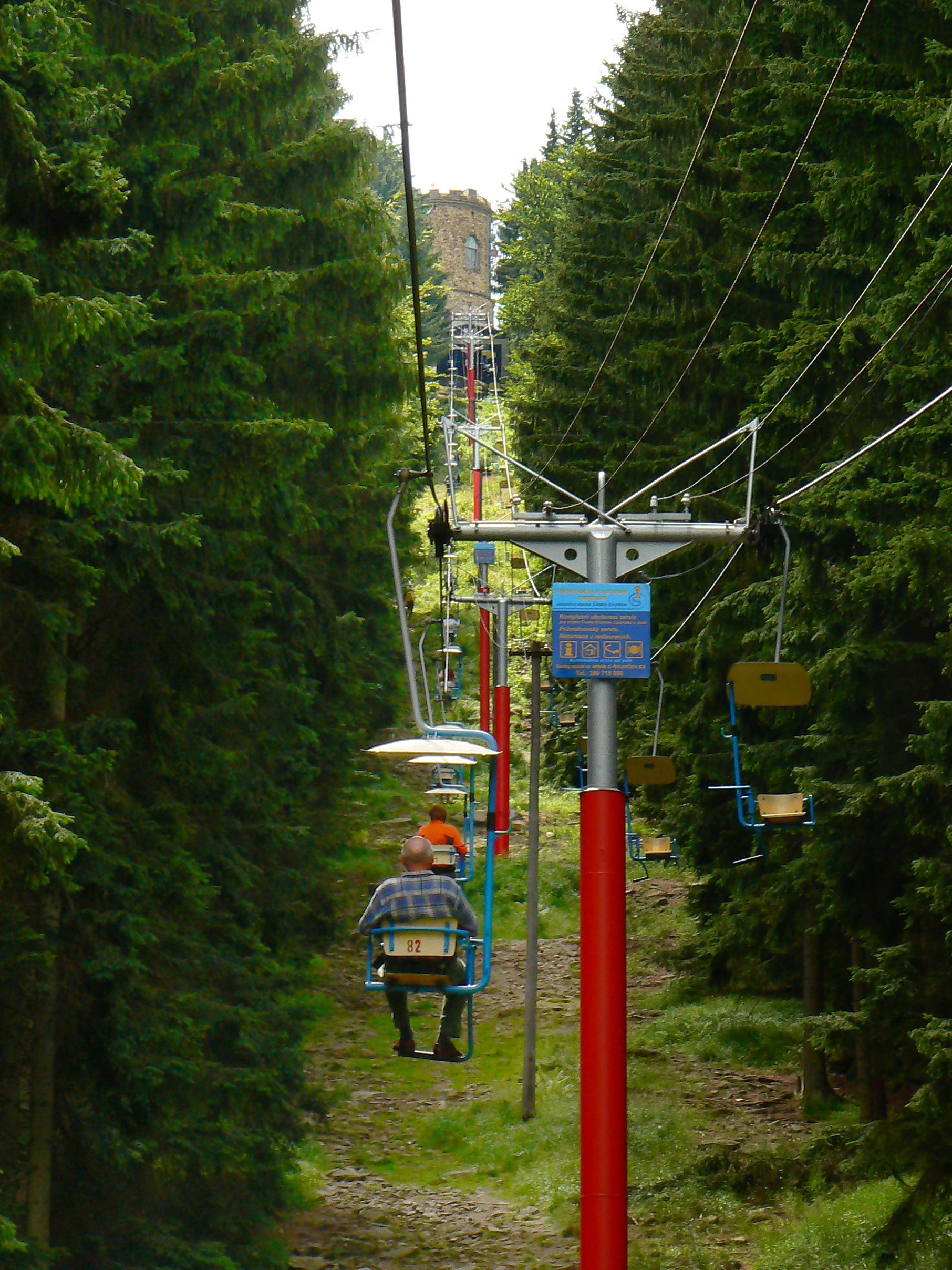
Nejsnáze se lze na Kleť dostat lanovkou
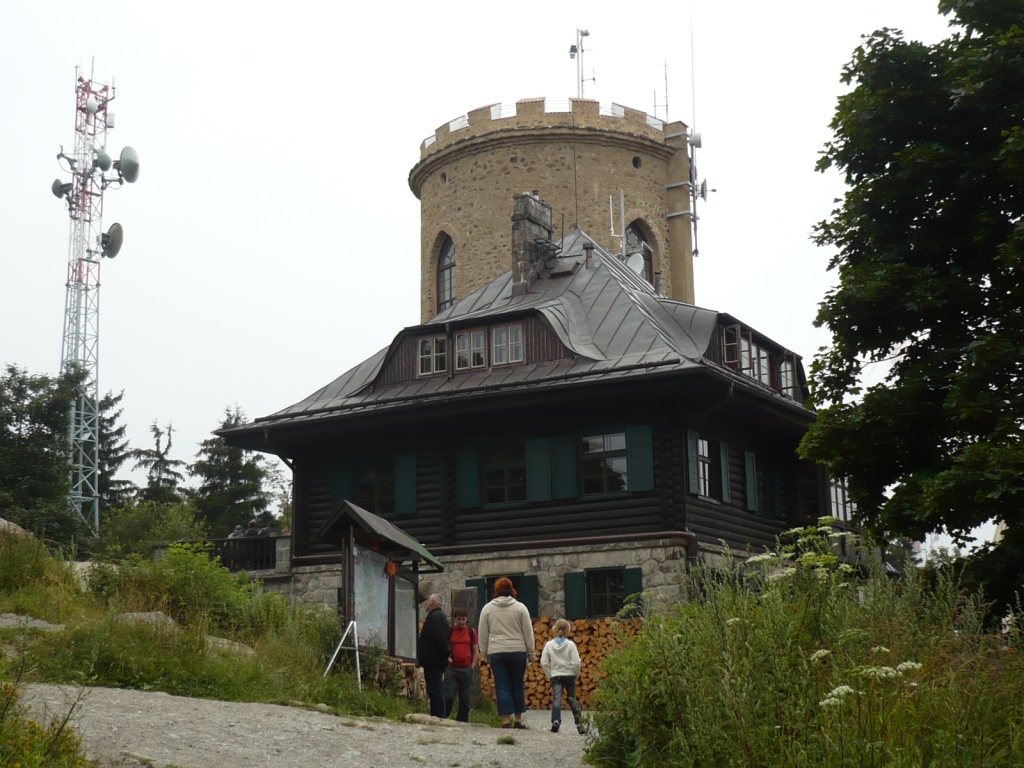
Josefova věž na vrcholku Kleti
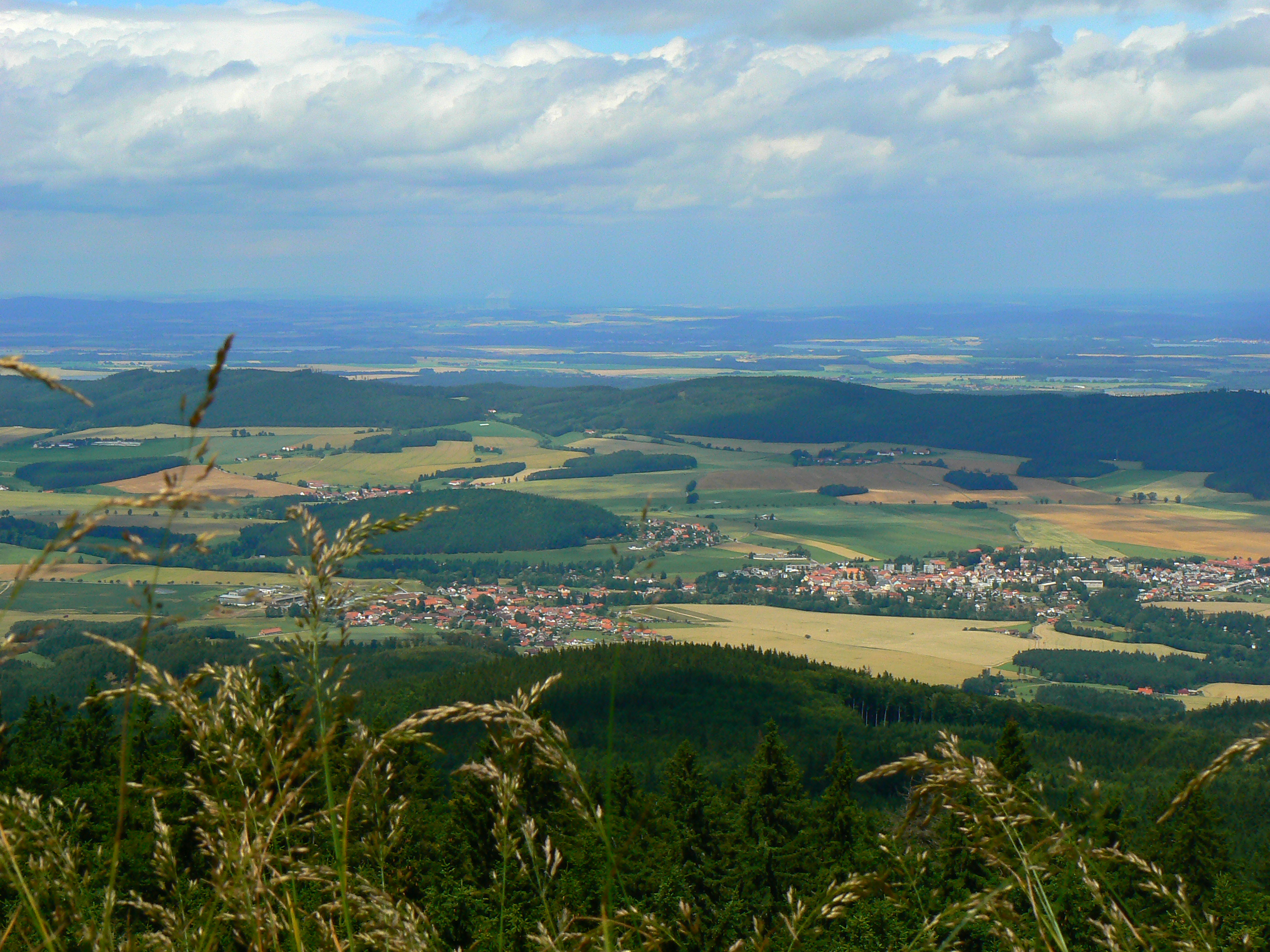
Pohled z rozhledny na Kleti
Pohled z rozhledny na Kleti, v dáli je vidět pára z chladicích věží JE Temelín
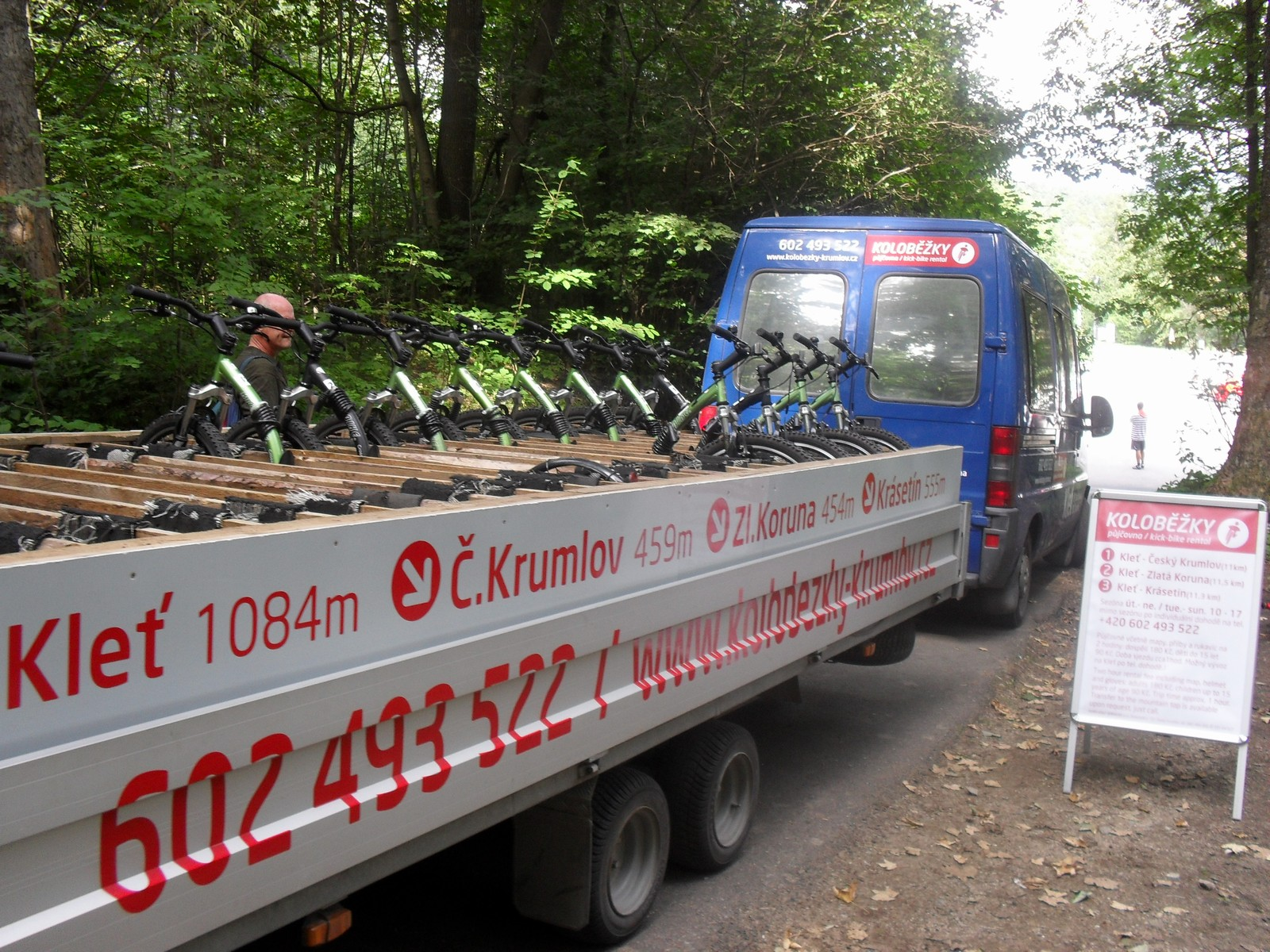